# Vicky Leandros
Vassiliki Papathanasiou (tiếng Hy Lạp: Βασιλική Παπαθανασίου, sinh ngày 23 tháng 8 năm 1949 hoặc 1952) còn được gọi là Vicky Leandros, là một ca sĩ người Đức gốc Hy Lạp có một sự nghiệp quốc tế lâu dài. Bà là con gái của ca sĩ, nhạc sĩ và nhà soạn nhạc Leandros Papathanasiou (còn được gọi là Leo Leandros cũng như Mario Panas). Năm 1972, bà đã đạt được danh tiếng trên toàn thế giới sau khi giành chiến thắng trong cuộc thi Ca khúc Eurovision với bài hát " Après Toi " trong khi đại diện cho đất nước Luxembourg.
Vào ngày 15 tháng 10 năm 2006, Vicky Leandros đã được bầu làm ủy viên thị trấn của thị trấn cảng Piraeus của Hy Lạp trong danh sách Pasok. Nhiệm vụ của bà liên quan đến sự phát triển Văn hóa và Quốc tế của Piraeus. Bà cũng là Phó Thị trưởng của Piraeus. Tháng 6 năm 2008, Leandros quyết định rời khỏi chính trị Hy Lạp ngay lập tức, và nói rằng cô đã đánh giá thấp khối lượng công việc và thời gian cần thiết để thực hiện nghĩa vụ chính trị và không thể kết hợp những nhiệm vụ đó với sự nghiệp ca hát của mình.